# 聴覚情報処理障害
聴覚情報処理障害（ちょうかくじょうほうしょりしょうがい、英: Auditory Processing disorder, APD）とは、聴力は充分にあって可聴音は聞こえているものの、脳に機能障害が存在するために、特定の条件での聞こえにくさを呈したり、聞こえた音の解釈に問題が生じる状態。「Central Auditory Processing Disorder」と同義。

## 症状
聴覚情報処理障害を持った患者は、聴力は正常であり音声は聞こえている、または、仮に軽度の難聴が存在していても充分に音声は聞こえているはずの聴力を持っているのにもかかわらず、脳の機能障害のために、単に聞こえているだけで、音声を情報として認識するのが困難であるという障害が起こっている。
伝音難聴や内耳性難聴とは異なり、基本的に聴覚情報処理障害の患者は、蝸牛までの音の伝達に問題を抱えていない。また、聴力閾値の低下がないため、通常の純音聴力検査では発見されない。
なお、聴覚情報処理障害が存在したとしても、他に目立った脳の機能障害が見当たらない症例もあれば、何らかの脳の機能障害を合併している症例も存在すると見られている。ただし、聴覚情報処理障害の場合は、注意欠如・多動性障害の患者のように、注意力に問題があって音声の意味を解せない（早とちりする）のではなく、あくまで脳において音声情報の処理に問題を抱えているために、注意力などは充分であっても上手く音声を解釈できないといったことが起こる。つまり、本人が真剣に言葉を聴き取ろうとしても、単に音声が聞こえているだけで、言葉として聴こえていないといったことも起こり得る。
また、聴覚情報処理障害の患者は、周囲に騒音がある中で、雑音を排除して、聴きたい音だけを聴き取るカクテルパーティー効果も充分に機能しないことがある。したがって、例えば、周囲で多人数が話している状態での言葉の聴き取りなどに苦渋するなどといった症状が見られる。他に、似た単語を聴き分けるのも難しいといった症状が現れることもあり、やむなく発話者の口の動きを見て、その動きによって何と言っているのかを知ろうとする例も見られる。左右の分離聴や融合聴が困難である場合もあり、そのことで音源の定位が困難ゆえに、カクテルパーティー効果を感じにくいということにもなりえる。
患者本人は、どうにか対処しながら成長していった結果、幼少期には聴覚情報処理障害を持っていることが見逃され、成人してから発見される例もある。聴覚情報処理障害以外に脳の機能障害を抱えていない場合には、失語症とは異なり言語を理解できないわけでもないので、音声として言葉で言われたことは理解しにくいけれども、文字などに書かれたことならば容易に理解できるといったことも起こり得る。また、知能に問題がないのにもかかわらず、音声への反応が遅れたり、言葉を使ったコミュニケーションだけが上手くゆかないなど、社会生活上の不自由が生ずることもある。

## 原因
聴覚情報処理障害の原因は、脳の中で、音の情報処理を行う領域に機能障害が生じていることにある。ただし、一口に音の情報処理を行う脳の領域と言っても、それは1つの領域だけではない。したがって、脳の機能障害の形式にも様々な種類があるだろう、つまり、聴覚情報処理障害の原因となる脳の機能障害は1種類ではないと考えられている。このようなこともあり、2010年現在、聴覚情報処理障害の更なる分類が試みられている。
大人の聴覚情報処理障害の内的要因は、大きく分けて4つのタイプに分けられると言われている。なお、この4つに当てはまらない「睡眠障害や精神障害のある人」も少なからず存在することには注意が必要である。
脳損傷タイプ
脳梗塞や脳出血などの影響で、耳から脳に伝わる中枢神経系に損傷が生じているためのもの。聴覚情報処理障害の研究の発端となったケース。
発達障害タイプ
ADHD、ASD、LD等の発達障害によるもの。特にこれらの特性を持つ人はワーキングメモリの働きが弱い傾向にあり、要因の1つと考えられている。聴覚情報処理障害の要因として最も多いケース。
認知的な偏りタイプ
特に注意力、記憶力の欠如によるもの。
心理的な問題タイプ
ストレス、うつ、適応障害等によるもの。

## 支援の方法
聴覚情報処理障害を持つ患者に対してできる支援の方法は、幾つか考えられている。例えば、カクテルパーティー効果が充分に機能しないことに対しては、なるべく雑音の少ない環境を用意する、例えば授業中などであれば私語をさせないなどが考えられる。他にも、音声以外に視覚も用いた情報伝達を、患者に対して行うなどの方法もある。ただし、原因となる脳の機能障害が1種類ではないと見られていることから、もしかしたら聴覚情報処理障害を原因となる機能障害ごとに細かく分類できれば、それに対応したより良い支援の方法が見つかるかもしれないとも考えられている。
多くの場合、雑音下での聞き取りに困難を感じることが多く、もっとも効果が高い対策として、話者がFMマイクを持ち、聞き取りに困難を感じる者が話者の声を電波を通して聞くという方法がある。補聴器とは異なる専用の受信機（製品名：ロジャーフォーカス）が市販されている。また、補聴器として市販されている製品のうち、リモートマイク（製品名：マイクロマイク）が使用できる補聴器を、その増幅量を絞って使用することで、同等の効果を得ることができる。

## 歴史
聴覚情報処理障害は、1950年代には存在が報告されていた。
2021年、大阪市立大学のグループが日本国内初となる大規模調査を実施する。